# Zobida
Zobida is een geslacht van vlinders van de familie van de spinneruilen (Erebidae). De wetenschappelijke naam van dit geslacht is voor het eerst voorgesteld door Sven Jørgen Rolf Birket-Smith in een publicatie uit 1965. De soorten in dit geslacht komen in het Afrotropisch gebied voor.

## Soorten
- Zobida avifex Kühne, 2010
- Zobida colon (Möschler, 1872)
- Zobida griseata (Toulgoët, 1980)
- Zobida hemiphaea (Hampson, 1909)
- Zobida similipuncta (Hampson, 1914)
- Zobida trinitas (Strand, 1912)